# Campagne, Dordogne
Campagne (trong tiếng Occitan Campanha) là một xã của Pháp, nằm ở tỉnh Dordogne trong vùng Aquitaine của Pháp. Xã này có diện tích 14,4 km2, dân số năm 2005 là 317 người. Xã nằm ở khu vực có độ cao trung bình 60 m trên mực nước biển.

## Thông tin nhân khẩu
| Năm    | 1962 | 1968 | 1975 | 1982 | 1990 | 1999 | 2005 |
| ------ | ---- | ---- | ---- | ---- | ---- | ---- | ---- |
| Dân số | 287  | 242  | 220  | 220  | 281  | 310  | 317  |